# Кіпель Юхим Овсійович
Юхим Овсійович Кіпель (25 грудня 1895, Байлюки, Бобруйський повіт, Мінська губернія (нині Глуський район Могильовської області) — 27 липня 1969, США. Криптоніми: К-ль; Я. К-ль)  — білоруський громадський і політичний діяч, педагог, публіцист.

## Біографія
З 1915 учасник 1 світової війни, закінчив 2-у Київську військову школу прапорщиків. З 1918 в Червоній Армії . З 1921 в Мінську, член Науково-термінологічної комісії при Наркомосвіти БРСР. Навчався в БДУ (закінчив у 1926), в 1922–1927 викладав білоруську мову і природознавство в школах Мінська. З 1926 секретар відділу природи та народного господарства Інбілкульта, одночасно лектор на педкурсах у Мінську. З січня 1928 аспірант БДУ, в жовтні 1929 виключений з ідеологічних мотивів. З березня 1930 викладач Мінських педкурсів при педтехнікумі.
Заарештований ГПУ БРСР 28 червня 1930 у справі «Спілки визволення Білорусі»; згідно з постановою Колегії ОГПУ СРСР від 10 березня 1931 висланий до Налінська Камської області на 5 років. Повторно заарештований в Орлі у грудні 1935; засуджений на 5 років таборів. Звільнений у грудні 1940. Після звільнення вчителював у Саратові. На початку 1942 мобілізований до Червоної Армії. З червня 1942 в Мінську. Співпрацював з німецькою окупаційною владою. Працював в Інспекції білоруських шкіл, Білоруській народній самодопомозі. Редагував газету «Голос села». З 1944 керівник наукового відділу БЦР. На 2-му Всебілоруському конгресі обраний його головою.
З середини 1944 року в Німеччині. Підготував до друку книгу спогадів про радянські табори «З їхнього раю».
З 1950 в США, з 1951 входив до Білоруського конгресового комітету Америки, створив Об'єднання білоруських в'язнів радянських таборів. Публікувався в білоруській емігрантській пресі. Спогади Юхима Кіпеля зберігаються в архіві Білоруського інституту науки і мистецтва (БІНІМ) у Нью-Йорку. Реабілітований 10 червня 1988.

## Твори
- Шляхі да паляпшэння чалавечага роду // Полымя. 1927, № 2;
- Як нас вучылі // Запісы БІНІМ. 1977. Т. 15;
- Эпізоды. Нью Ёрк, 1998.